# 自由黨 (荷蘭)
自由黨（荷蘭語：Partij voor de Vrijheid）是成立於2006年的荷蘭右派民粹主義政黨，目前是荷蘭國會第一大黨。

## 歷史
前身為海尔特·维尔德斯在荷蘭下議院的一人政黨。該黨在2006年大選拿下9席，成為議會第五大黨，也是第三大反對黨。
2009年歐洲議會選舉，自由黨拿下25席中的4席，成為第二大黨。
2010年荷蘭大選，自由黨拿下24席，成為第三大黨。自由黨其後支持自由民主人民黨及基督教民主呼籲組成的中間偏右少數聯合政府，自由黨並無進入內閣。惟2012年初因不滿預算案而撤回對聯合政府的支持，提前大選。
2012年荷蘭大選拿下15席，雖然席次及選票減少，但仍維持第三大黨。自民黨與工黨組成大聯合政府後，自由黨其後成為最大反對黨。此後，有3位自由黨國會議員先後被開除黨籍或退黨，令該黨於2014年中在下議院的議席減至12席。
2017年荷蘭大選，自由黨獲得20席，成為第二大黨。
2021年荷蘭大選，自由黨獲得17席，變為第三大黨。
2023年荷兰大选，自由黨獲得37席，變為第一大黨。
2025年6月3日，自由党退出荷兰内阁。

## 政治主張
自由黨因為主張行政拘留和反對外來移民，主張禁止伊斯蘭教國家公民入境及有關國家移民取得公民權，关闭荷兰境內所有清真寺，使得自由黨不同於荷蘭其他右派政黨（如三大中間偏右政黨自由民主人民黨、基督教民主呼籲及民主66）。另外，該黨也是疑歐派政黨，是少數主張退出歐盟的政黨之一。
自由黨是以「Stichting Groep Wilders」協會形式運作為核心，因此海尔特·维尔德斯作為領袖及唯一黨員，通過非政黨模式直接控制政黨。這使得自由黨在荷蘭議會及國際政黨中獨樹一幟。
有別於其他有反猶太主義及新納粹主義背景的極右派政黨，自由黨沒有相關背景，同時強烈支持以色列，亦反對兩國方案。

## 黨綱
自由黨黨綱結合經濟自由主義與移民和文化上的保守主義。
自由黨期望減稅、地方分權、廢除最低薪資、限制兒童津貼與政府補助。
在移民與文化議題上，自由黨主張猶太教－基督教和人文主義傳統為荷蘭文化（西方文化及基督教文化價值觀），移民應立刻適應和認同荷蘭文化。自由黨希望停止來自穆斯林國家的移民，並禁止外國穆斯林移居荷蘭，自由黨亦主張驅逐難民。
自由黨懷疑歐盟的多元文化主義及擴張目的，反對歐盟擴大到土耳其等國家，並反對荷蘭的多元文化政策使伊斯蘭教徒處於優勢地位。該黨也反對雙重國籍（歐盟國家以外的國家），反對允許移民保留自身的國籍。

## 政治議題

### 雙重國籍
2007年2月，自由黨議員Sietse Fritsma推出一項動議，禁止任何國會議員或行政部門的政治人物具有雙重國籍。自由黨表示不清楚擁有雙重國籍的忠誠所在。這項議案將成為可能進入政府的工黨議員亞米德·阿包達勒與Nebahat Albayrak的麻煩（少數工黨議員有摩洛哥與土耳其護照）。然而這項提議在工黨議長Gerdi Verbeet的壓力下被撤回。馬斯垂克大學法律系教授Twan Tak認為行政官員擁有雙重國際會有風險，並對Verbeet堅持結束辯論感到憤怒。儘管如此，自由黨計畫在新內閣第一次訪問議會時對上述兩位閣員提出不信任投票，認為他們的摩洛哥與土耳其護照為其忠誠打上問號。這項議案沒能獲得其他政黨支持。
2007年3月2日，荷蘭廣播公司報導剛宣誓就職的工黨議員Khadija Arib（後成為荷蘭國會二院議長）曾是摩洛哥國王所任命的委員會成員。自由黨質疑她擁有雙重國籍，對荷蘭的忠誠度，認為她需在荷蘭與摩洛哥中做出選擇。维尔德斯表示Arib在國家電視台中主張其忠誠不在荷蘭或摩洛哥的言論感到可恥。自由民主人民黨也認為她的「雙重取向將傷害荷蘭融合」。其他政黨對於兩黨的發言感到震驚。
自由黨審議2007年移民預算時提出具爭議性的法案，要求停止穆斯林國家移民。下議院拒絕為此議案進行辯論。司法大臣Ernst Hirsch Ballin表示這違反荷蘭憲法與國際法。自由黨另項提案禁止警察等政府機構戴上面紗，則獲國會多數支持。
维尔德斯也提出荷蘭應設立自己的「關塔那摩灣」，扣留被情報單位視為具有安全威脅的人士，類似於以色列或阿爾及利亞的行政拘留。

### 黨綱
- 種族限制 (p. 11)
- 引進直接民主制
- 選舉改革為兩黨制模式及反對比例代表制
- 主動遣返外國公民或荷屬安地列斯罪犯 (p. 11)
- 將監獄服刑期滿的外國罪犯驅逐出境 (p. 13)
- 限制新歐盟成員國和伊斯蘭國家的移民勞工 (p. 15)
- 刪除反氣候變遷計畫、發展援助與移民的資源 (p. 17)
- 廢除上議院 (p. 19)
- 政府信息只能使用荷蘭語或弗里西語 (p. 35)
- 福利援助應設立荷語能力和10年的荷蘭居住工作經驗門檻 (p. 15)
- 憲法保護猶太教－基督教與人文文化在荷蘭的主導地位 (p. 35)
- 廢除酒吧的反吸煙法例 (p. 39)
- 增加投資核電廠與乾淨煤電廠以減少進口石油 (p. 47)

## 爭議

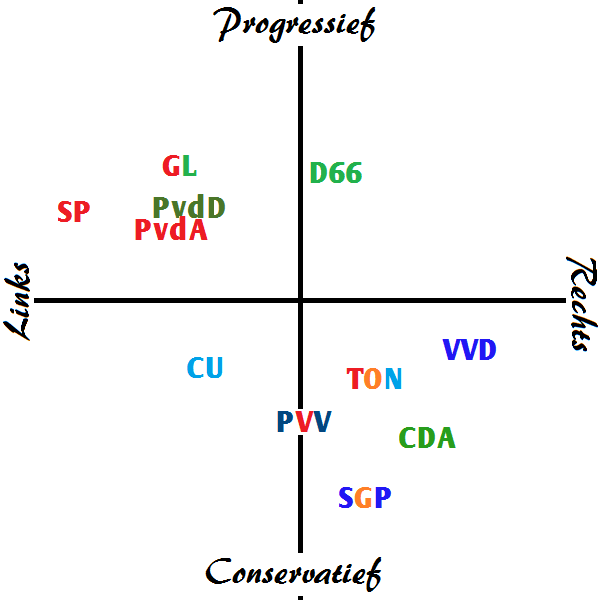
自由黨在2010年荷蘭政治光譜中的位置（根據André Krouwel）

該黨的政治立場與意識形態引起許多專家學者辯論。2010年1月，由蒂爾堡大學的政治研究者 Moors、Lenke Balogh、Van Donselaar 與 De Graaff 所發表的報告《Polarisatie en radicalisering in Nederland》中指出，自由黨不是極右派政黨，但保有部分激進右派元素。該研究表示自由黨抱持排外思想，而非反猶太思想，該黨稱荷蘭文化為猶太教－基督教人道主義。
自由黨在伊斯蘭化與非西方移民的表述上似乎具有歧視性，且該黨為專制而非民主。研究學者稱該黨為「新激進右派」——具有民族民主主義思想但非來自極右派。特別的是，該報告指出該黨的親以色列立場表示他們非新納粹。該黨傾向民族民主主義。维尔德斯稱該報告具有「誹謗性」——特別是將維護民族利益與激進右派連結。
2009年11月《人民報》（de Volkskrant）所洩漏的該報告早期版本中表示，维尔德斯所屬政黨為極右派團體，威脅社會凝聚與民主。該報表示當時研究者因其政治敏感度而被迫淡化結論。支助該研究的荷蘭內政及王國關係部大臣Guusje ter Horst否認介入。维尔德斯則指控她「耍花招」。部分評論家認為該黨為極右派。前首相德里斯·范阿赫特認為該黨為極右派，前荷蘭社會及就業部大臣伯特·德·佛里斯（Bert de Vries）則將該黨與前極右派政黨中間黨相提並論。另一方面，政治科學家Lucardie認為該黨具有極右派國家社會主義與法西斯主義資格。
國際媒體時常稱自由黨為「極右派」。

## 外部連結
- （荷兰文） 官方網站 （页面存档备份，存于）